# Pas de l'Osca
El Pas de l'Osca és un pas de muntanya a 1.349,1 m. alt. al límit dels termes municipals d'Àger, a la Noguera, i Castell de Mur i Sant Esteve de la Sarga, al Pallars Jussà. El Tossal de l'Osca és al nord-oest del Pas de l'Osca.
Està situat a l'extrem sud-est del terme municipal de Sant Esteve de la Sarga i al sud del de Castell de Mur, al nord-est de la Torre de Mallabecs, del terme d'Àger.